# Elbehexen

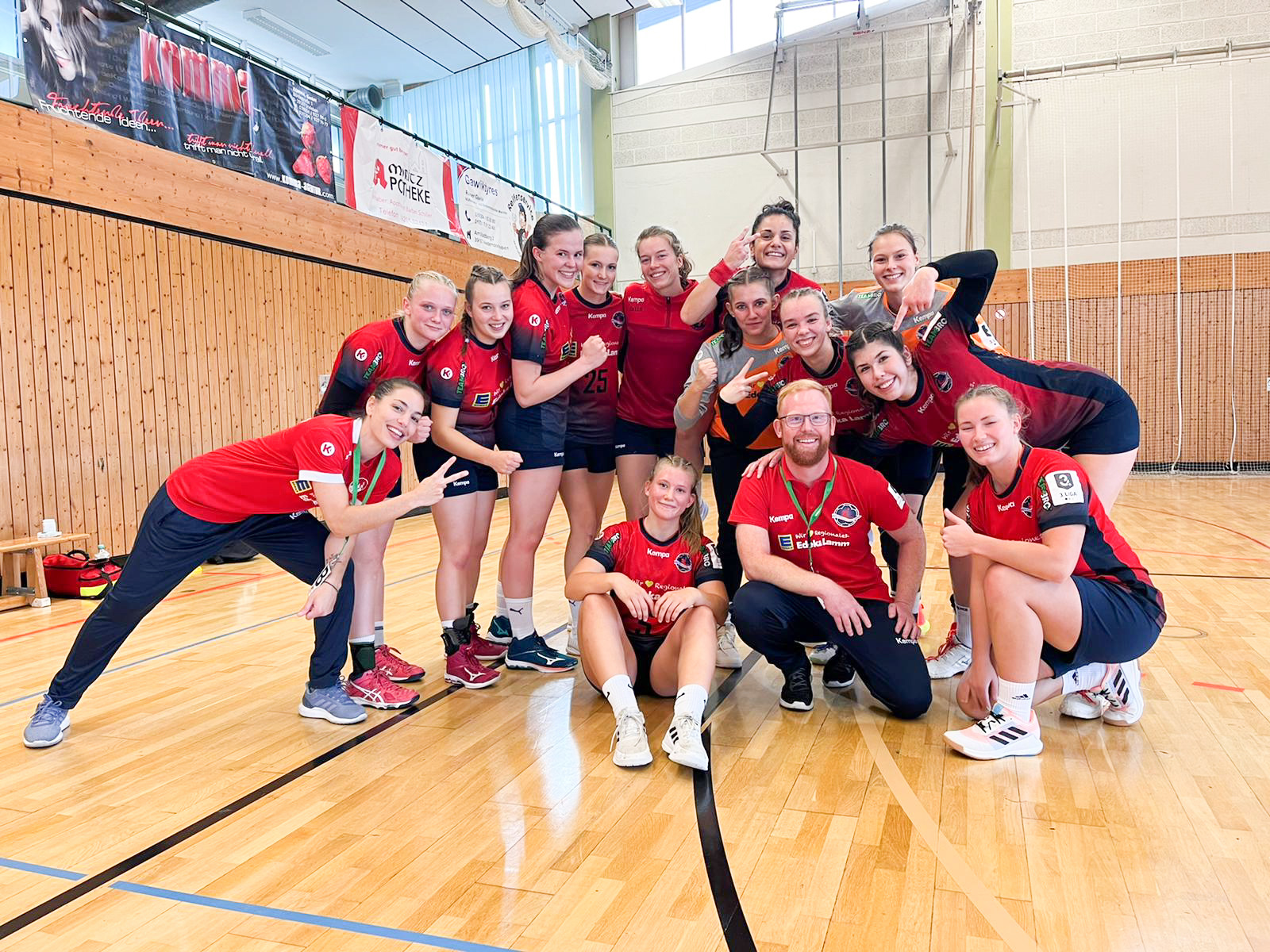
Elbehexen (2022)

Die Elbehexen sind eine Frauenhandballmannschaft aus Sachsen und spielen für den VfL Meißen e.V. im Mitteldeutschen Handball-Verband Sachsen.

## Geschichte
Schon zu DDR-Zeiten waren die Meißner Handballerinnen erfolgreich, zuerst als Betriebssportgemeinschaft (BSG) Chemie Meißen und nach einem Namenswechsel in der laufenden Saison 1984/1985 als BSG Blaue Schwerter Meissen. Sie spielten in der zweitklassigen DDR-Liga und in der Saison 1987/1988 erfolglos in der DDR-Oberliga. Nach der Deutschen Wiedervereinigung sichterten sie sich in der Zweitliga-Saison 1990/91 mit einem ersten Platz den Aufstieg in die Handball-Bundesliga, die in Saison 1991/92 mit der Vereinigung von DHV und DHB statt zuvor mit 12 Teams nun einmalig mit 24 Teams in zwei Staffeln ausgetragen und danach auf 14 Teams reduziert wurde. Die als Meißner SV startenden Damen landeten mit nur drei Siegen aus 22 Spielen auf einem der elf Abstiegsränge und spielten anschließend in der 2. Handball-Bundesliga, ab der Saison 1993/1994 beim neugegründeten VfL Meißen.
In den späten 1990er Jahren folgten dann noch einige Zweit- und Drittligajahre. Zur Saison 2020/2021 wurden die Elbehexen vom VfL Meißen und dem SC Riesa aus der Taufe gehoben, sie spielen in der Saison 2021/2022 als SG Meißen/Riesa in der dritten Bundesliga. Nach der Saison 2021/2022 trennt sich diese Spielgemeinschaft wieder, die Elbehexen treten dann beim VfL Meißen an und spielen in der 3. Liga, während der SC Riesa das Spielrecht der zweiten Mannschaft in der Verbandsliga erhält.